# Elecciones generales de la República Dominicana de 1994
Las elecciones generales de la República Dominicana de 1994, se celebraron el 16 de mayo de 1994. Joaquin Balaguer del Partido Reformista Social Cristiano ganó las elecciones presidenciales, mientras que la alianza liderada por el Partido Revolucionario Dominicano ganó las elecciones legislativas. La participación electoral fue 87.6%.
A pesar de las reformas posteriores a las elecciones de 1990, incluido un nuevo censo electoral, estas elecciones también se tildaron de fraudulentas. Después de las elecciones se llegó a un acuerdo conocido como el Pacto por la Democracia, que acortó el período presidencial a dos años, permitiendo la celebración de nuevas elecciones en 1996 en las que Balaguer no se postularía (por primera vez desde 1966).